# Leucania omissa
Leucania omissa là một loài bướm đêm trong họ Noctuidae.